# Vallada Agordina
Vallada Agordina é uma comuna italiana da região do Vêneto, província de Belluno, com cerca de 556 habitantes. Estende-se por uma área de 13 km², tendo uma densidade populacional de 43 hab/km². Faz fronteira com Canale d'Agordo, Cencenighe Agordino, Rocca Pietore, San Tomaso Agordino.

## Demografia
| Variação demográfica do município entre 1861 e 2011                               |
|                                                                                   |
| Fonte: Istituto Nazionale di Statistica (ISTAT) - Elaboração gráfica da Wikipedia |